# Estadio 23 de Agosto
El Estadio 23 de Agosto es el estadio del Club Atlético Gimnasia y Esgrima, equipo que participa actualmente en la segunda división del Fútbol Argentino, en la ciudad de San Salvador de Jujuy, Argentina. El nombre del estadio fue puesto en honor a esta fecha de la historia de la República Argentina, el "Éxodo Jujeño". Se cree erróneamente que Tacita de Plata es el apodo del Estadio cuando en realidad dicho sobrenombre corresponde a la ciudad de San Salvador de Jujuy.
El estadio fue construido en 1973. A mediados del 2009 la AFA, designó oficialmente a la ciudad de Jujuy como unas de las sedes de la Copa América 2011 y desde entonces se realizaron remodelaciones, ampliando las 4 tribunas y poniendo a punto las instalaciones para que el mismo esté dotado de todas las comodidades y confort exigidos para un evento de tal magnitud.
Cuenta con una capacidad de 24.000 espectadores, luego de las remodelaciones realizadas en el año 2011. Cabe destacar que existen registros de que han asistido más de 35.000 personas en partidos de gran relevancia

## Historia
Se inauguró un 18 de marzo de 1973, fecha en que se festeja el aniversario del club. Fue en un partido correspondiente a la 1ª ronda del Torneo Regional 1973, ante Vélez Sarsfield de Catamarca, resultando vencedor Gimnasia por 2 a 0. En aquel torneo, el lobo jujeño resultó ganador de la plaza de la Región Norte al Campeonato Nacional de Primera División de la AFA, siendo el estadio testigo de la clasificación en el partido definitorio.
En el 2009 la AFA confirmó a Jujuy como una de las sedes de la Copa América 2011, por lo que junto a dicho organismo y el gobierno remodelaron el 23. Se ampliaron las tribunas populares y preferenciales, y sobre todo la platea, que se le agregó una segunda bandeja y se realizó un ingreso moderno, más palcos, vestuarios, baños, cabinas de prensa y una pantalla gigante en la tribuna norte. Con dichas modificaciones se disputaron dos partidos de la Copa América, recibiendo el 23 de Agosto a Las selecciones de Colombia, Costa Rica, y Bolivia.
Actúa como local en el estadio “23 de Agosto”, sito en Av. El Éxodo entre Santa Bárbara y La Bandera, en San Salvador de Jujuy. El mote de “La Tacita de Plata” que se le aplica es una confusión de medios porteños, ya que así se nombra en realidad a la ciudad de S.S. de Jujuy.
Tiene una capacidad de 25.000 espectadores sentados y las dimensiones del campo de juego son 105 por 78 metros.

## Remodelaciónes
La mayor remodelación del estadio fue en el año 2011 para la Copa América 2011 que se basó en ampliar  las 4 tribunas y poniendo a punto las instalaciones para que el mismo esté dotado de todas las comodidades y confort exigidos para un evento de tal magnitud. La capacidad del estadio fue aumentada en 3.500 asientos por lo que la capacidad máxima es de 24.000 personas.
También fue pintado con los colores del club, blanco y celeste.
Fueron remodelados los palcos y añadieron 50 palcos más.

## Copa América 2011
Este estadio fue protagonista en el año 2011, ya que se utilizó  en los encuentros de la Copa América de Fútbol 2011, a fines de mayo del 2009 la CONMEBOL confirmó a San Salvador de Jujuy entre otras ciudades de Argentina como Sub Sede de Copa América. Por lo cual durante la Copa del Mundo Sudáfrica 2010 dicho estadio había sido remodelado.
El Estadio 23 de Agosto albergó 2 partidos de dicha competición continental, los días 2 y 7 de julio, ambos por el grupo A.

### Grupo A

#### Primera Fase
| 2 de julio de 2011, 15:30 | Colombia  | 1:0 (1:0) | Costa Rica | Estadio 23 de Agosto, San Salvador de Jujuy                       |                                                                   |
|                           | Ramos 44' | Reporte   |            | Asistencia: 22.500 espectadores Árbitro(s): Enrique Osses (Chile) | Asistencia: 22.500 espectadores Árbitro(s): Enrique Osses (Chile) |

| 7 de julio de 2011, 19:15 | Bolivia | 0:2 (0:0) | Costa Rica                  | Estadio 23 de Agosto, San Salvador de Jujuy                       |                                                                   |
|                           |         | Reporte   | Martínez 59' · Campbell 78' | Asistencia: 22.700 espectadores Árbitro(s): Carlos Vera (Ecuador) | Asistencia: 22.700 espectadores Árbitro(s): Carlos Vera (Ecuador) |

### Copa Argentina 2011/12
El Estadio 23 de Agosto, una de las sedes oficiales, albergó varios de los partidos de la copa.

#### Zona Interior
| Fecha           | Local              | Resultado     | Visitante    |
| --------------- | ------------------ | ------------- | ------------ |
| 7 de septiembre | Altos Hornos Zapla | (2) 0 - 0 (3) | Talleres (P) |

### Copa Argentina 2022

#### Dieciseisavos de final
| 8 de junio, 20:00 | Racing Club   | 1:2 (1:2) | Agropecuario     | Estadio 23 de Agosto, San Salvador de Jujuy |                             |
|                   | Chancalay 29' | Reporte   | Blando 43' 45+2' | Árbitro(s): Nicolás Ramírez                 | Árbitro(s): Nicolás Ramírez |

| 23 de junio, 20:05 | Atlético Tucumán | 0:1 (0:0) | Independiente | Estadio 23 de Agosto, San Salvador de Jujuy |                                |
|                    |                  | Reporte   | Cazares 78'   | Árbitro(s): Fernando Echenique              | Árbitro(s): Fernando Echenique |

#### Octavos de final
| 15 de septiembre, 21:10 | Vélez Sarsfield | 0:2 (0:1) | Independiente                  | Estadio 23 de Agosto, San Salvador de Jujuy |                         |
|                         |                 | Reporte   | L. Fernández 11' · Benegas 56' | Árbitro(s): Ariel Penel                     | Árbitro(s): Ariel Penel |

### Copa Argentina 2023
| 7 de junio, 21:45 | Instituto           | 2:1 (1:0) | Deportivo Riestra  | Estadio 23 de Agosto, San Salvador de Jujuy |                              |
|                   | A. Martínez 10' 51' | Reporte   | Alarcón 77' (pen.) | Árbitro(s): Luis Lobo Medina                | Árbitro(s): Luis Lobo Medina |

## Eventos musicales
Debido a su elevada capacidad, el estadio es un escenario recurrente para los grupos musicales que visitan Jujuy. Los conciertos realizados en el estadio son una fuente de ingresos económicos fundamental para el club. Entre los artistas que han realizado presentaciones en el 23 de Agosto se destacan: Rata Blanca y Los Tekis.

## Como llegar
Colectivo:
- Unión-Bus: 18A, 18B, 14C, 14B, 13A
- El Urbano: 13A, 13B, 10C, 7C
- Pal Bus: Palpalá, 18 Hec., 30 Hec.
- Gral. Savio: Palpalá, Perico.
- San José:
- Figueroa:
- Santa Ana: 7B, 16A